# Fenomental
Fenomental — другий альбом румунського гурту Vița de Vie. Реліз відбувся 19 травня 1999 року. Альбом містить 11 композицій та 2 відеокліпи до пісень «Basul si cu toba mare» та «Vino la mine».
Basul si cu toba mare (укр. Бас-гітара і великий барабан) — пісня, що стала першим радіосинглом гурту. До пісні був відзнятий відеокліп.
На відео фронтмен гурту Едріан Деспот показаний зв'язаним ланцюгом, що поступово підходить до його шиї. Паралельно показано інших учасників, що грають у кабіні літака, або ракети. Жанр — ню-метал.
Vino la mine — другий радіосингл 1999 року. На початку 2000-го до пісні було представлене відео, що показує учасників гурту, граючи в різних місцях: біля дому у формі будівельників, на пляжі, на дискотеці. В той-же час поруч із гуртом перебуває надувна дівчина, що за задумкою є коханням Едріана Деспота. Під час приспіву показано діалог фронтмена з нею у темній кімнаті. Наприкінці відео надувна дівчина здувається.
За жанром пісня суміщає стилі: гранж та реп-метал.
2013 року обидві пісні були перезаписані у акустичній версії, та до обидвох були відзняті відеокліпи.

## Трек-лист
1. Basul si cu toba mare
2. Iamma
3. Fraier ca tine
4. Tine minte
5. Neviu
6. Eu cu mine
7. Cad
8. Sapa
9. Ce conteaza
10. Cantec despre un baiat
11. Nod in gat
12. Vino la mine